# Diplôme de musique arabe
Le diplôme de musique arabe (arabe : دبلوم الموسيقى العربية) est un diplôme tunisien de musique qui est décerné par le ministère de la Culture depuis la promulgation du décret n°58-16 du 23 janvier 1958 portant organisation des diplômes de musique arabe et instrumental. Il comporte plusieurs épreuves : dictée musicale, solfège rythmique et chanté, histoire de la musique, théorie de la musique, modes et rythmes de la musique arabe ou métrique arabe (arabe : arudh).

Les examens se déroulent à Sidi Sabeur (Centre national de musique arabe et d'arts populaires) et au Conservatoire national de musique de Tunis. Pour être admis à une épreuve, il faut avoir une note supérieure à la note éliminatoire (5,25/20). La dictée constitue la première épreuve éliminatoire : 
« Il est normal, affirment des professeurs, qu'une épreuve qui teste la justesse d'une oreille musicale soit considérée comme un passage obligé avant de parvenir aux autres épreuves du diplôme. »
 Selon Fethi Zghonda, chef du service musical au ministère de la Culture qui se charge de l'organisation du diplôme de musique arabe jusqu'en 2010, « il peut arriver un accident de parcours à un bon élève musicien qui, même avec 5,25 ou 6 en dictée, à la suite d'un stress passager, peut se rattraper largement dans les autres matières... ».
Pour obtenir le diplôme, il faut avoir une moyenne minimale de 14/20.
L'obtention du diplôme de musique arabe est obligatoire pour accéder aux examens du diplôme d'interprétation instrumentale.
En 2004, sur 249 candidats, 74 réussissent les examens et obtiennent leur diplôme, soit un taux de réussite de 29,71 %.

## Détenteurs
- Ahmed Achour
- Seif Bennia
- Amine Bouhafa
- Mohamed Garfi
- Zied Gharsa
- Mahmoud Guettat
- Chahrazed Helal
- Hafedh Makni
- Sonia M'Barek
- Mohamed Saâda
- Mourad Sakli
- Amina Srarfi
- Mounir Troudi